# 宮古座
宮古座是一座曾存在於台灣臺南市的戲院，為日治時期臺南市著名的戲院之一。

## 沿革
日治時期，隨著臺南市進行都市規劃，商業設施紛紛成立，1927年初，臺南市提出興建新劇場的計畫，計畫中涉及臺南州與臺南市撥出經費進行興建。臺南州則提供西市場南側州有地出租給新劇場用地使用，宮古座隨後於1927年（昭和2年）11月動工，該建築的設計和建造由由高橋組負責。上棟式於2月2日完成，並由時任臺南州知事片山三郎及其他官方及民間代表主持活動。建築最終於1928年（昭和3年）3月26日落成。建築所有者即登記為「宮古座劇場株式會社」負責。座初期的營運由高橋順三郎主導。
1930年代，宮古座最初以戲劇演出居多，尤其以演劇、文士劇表演為主，隨著在經營的調整上減少舞台劇為主的演出比例，並提升播映的日本及西洋映畫以其增加同業競爭力，宮古座採以舞台劇、電影混和的戲院形態經營方式持續經營，並成為臺南市重要的集會活動、表演場所。1939年6月，宮古座增設椅子席、放映室等設施。並定期播映具有國策宣傳主題電影。
第二次世界大战結束後，1946年，宮古座為國民黨黨營事業中影接收，4月30日更名「延平戲院」。1977年，宮古座遭拆毀，1979年改建延平商業大樓，並經營圓典百貨及延平大戲院。圓典百貨與東帝士百貨及遠東百貨合稱台南三大百貨公司。

## 建築設計
宮古座外型及內部配置採東洋歷史樣式設計，總面積共400坪，外牆採用鋼筋混凝土磚造結構，內部為日式木造結構，基本為模仿東京歌舞伎座的設計，一樓二樓都是包廂，每一個包廂可作四個人。:145劇場最多可容納一千五百名觀眾。
劇場正式名稱，在經過商議後定為「みやこ座」，意即「都城」，中文為「宮古座」（kiong-kóo-tsō）。由於當時的座位設備是日本人習慣跪座的榻榻米，客人須跪坐欣賞表演。據王育德指出，由於本島人（臺灣人）對日式坐法較無法適應，故又有臺灣話諧名為「艱苦座」（kan-khóo-tsē）。:145